# Santa Susanna (Riner)
|  | Aquest article tracta sobre el nucli de població al municipi de Riner. Si cerqueu l'església al municipi de Riner, vegeu «Santa Susanna de Riner». |

Santa Susanna és una de les cinc entitats de població del municipi de Riner, a la comarca catalana del Solsonès. Situada a uns 620 m. d'altitud a la carena que fa de partió d'aigües entre el Cardener i el riu Negre, cal considerar que el seu poblament és íntegrament dispers.

## Demografia
| Evolució demogràfica |            |            |            |                   |                   |                   |       |
| Any                  | Nucli urbà | Nucli urbà | Nucli urbà | Poblament dispers | Poblament dispers | Poblament dispers | Total |
| Any                  | Homes      | Dones      | Total      | Homes             | Dones             | Total             | Total |
| 2000                 | 0          | 0          | 0          | 22                | 19                | 41                | 41    |
| 2001                 | 0          | 0          | 0          | 22                | 18                | 40                | 40    |
| 2002                 | 0          | 0          | 0          | 21                | 16                | 37                | 37    |
| 2003                 | 0          | 0          | 0          | 21                | 16                | 37                | 37    |
| 2004                 | 0          | 0          | 0          | 21                | 16                | 37                | 37    |
| 2005                 | 0          | 0          | 0          | 21                | 16                | 37                | 37    |
| 2006                 | 0          | 0          | 0          | 22                | 19                | 41                | 41    |
| 2007                 | 0          | 0          | 0          | 22                | 19                | 41                | 41    |
| 2008                 | 0          | 0          | 0          | 25                | 19                | 44                | 44    |
| Font: INE            |            |            |            |                   |                   |                   |       |